# Lonchaea nimiseta
Lonchaea nimiseta är en tvåvingeart som beskrevs av Mcalpine 1964. Lonchaea nimiseta ingår i släktet Lonchaea och familjen stjärtflugor. Inga underarter finns listade i Catalogue of Life.